# Johan Roux
Pas d'image ? Cliquez ici

a Compétitions nationales et continentales officielles uniquement.

b Matchs officiels uniquement.
Johannes Petrus Roux dit Johan Roux, né le 25 février 1969 à Pretoria, est un joueur de rugby à XV sud-africain, qui jouait avec l'équipe d'Afrique du Sud. Il évoluait au poste de demi de mêlée. 

## Biographie
Johan Roux joue son premier match avec l'équipe d'Afrique du Sud le 11 juin 1994, contre l'Angleterre.
Il participe à la Coupe du monde 1995, remportée par son pays, disputant trois rencontres.

## Statistiques en équipe nationale
- 12 sélections
- 10 points (2 essais)
- Sélections par années : 5 en 1994, 3 en 1995, 4 en 1996
- Participation (et victoire) à la Coupe du monde 1995